# Nordre älv
Nordre älv er en 16 km lang svensk elv, der udspringer af Göta älv ved byen Kungälv, hvorfra den løber nord om øen Hisingen for via Nordre älvsfjorden at løbe ud i Kattegat. I Nordre älv finder man øerne Sävtuvan ved elvens begyndelse og derefter Fästningsholmen, Ragnhildsholmen, Tjuvholmen og Munkholmen. På nordsiden af elven ligger byerne Kungälv, Kornhall og Ytterby, og på sydsiden findes Hakered, Björnlanda og Brunstorpsnäs.
Området har en historie, der går tilbage til stenalderen, og det spillede en central rolle ved flere begivenheder i vikingetiden og middelalderen.

## Geografi
For 10.000 år siden var den nuværende Nordre älv en dyb glaciær-fjord. Elven udsprang ved nordspidsen af Hisingen, hvor den stadig tager vand fra Göta älv, og løber 16 km mod sydvest, hvor den fortsætter ud i den bredere Nordre älvs fjord. Ca. 75 % af Göta älvs vandstrøm løber ud i Nordre älv, og hvert sekund passerer der ca. 400.000 liter vand gennem den. Ved udløbet blander elvens ferskvand sig med havvandet fra Kattegat og danner et 7000 hektar stort æstuarium. Elven er rig på fisk som gedder og andre ferskvandsfisk samt flere saltvandsfisk som laks, havørred og ål, der vandrer i elven.
Ved udløbet i fjorden består landskabet hovedsagelig af bjerg- og klippepartier, mens dens sydlige bred er fladere. Længere oppe ad elven flader landskabet ud, og der findes bevoksning af græsser og hvas samt flere mindre vandløb, der løber ud i Nordre älv. Der er desuden flere landbrugs- og skovarealer i områderne omkring elven.
Nordre älvs lave vandstand har skånet den for bebyggelse, større havnebyggerier og industriel udnyttelse, og den er derfor et af regionens vigtigste naturområder. Æstuariet er derfor også med i EU's økologiske netværk, Natura 2000 og flere af områderne langs den er udlagt som naturreservater.

## Historie

### Fra stenalderen og frem
Menneskets historie ved elven går flere tusinde år tilbage. Der kendes således flere fund og fortidsminder fra området. Fra den tidlige stenalder har man pilespidse, fiskekroge, redskaber og værktøj, mens der i landskabet også er flere helleristninger fra bronzealderen. Desuden finder man flere gravpladser fra jernalderen. De første mennesker i området levede af jagt og fiskeri, men i løbet af stenalderen blev man bofast, og der indførtes husdyrhold og agerbrug. Handel og transport blev i jernalderen en del af aktiviteterne, og der opstod behov for håndværkere med forskellige kundskaber og færdigheder.
Allerede i 500-tallet fandtes et fæstningsanlæg ved Hakared på Hisingen, hvor Nordre älv drejer fra Göta älv, og man kan endnu se ruiner af dette anlæg. Ved Kallerhamn går der et palisadeværn på tværs af elven under vandet, som er dateret til ca. 1100. Der opstod et antal kongsgårde på Hisingen mellem Göta älv og Nordre älv, og omkring dem dannedes mindre bebyggelser og egentlige bylignende samfund. En af disse kongsgårde blev forløberen til dagens Kungälv, der ligger ved bredden, hvor Nordre älv tager sin begyndelse.

### Vikingetiden
Allerede i 900-tallet finder man en større kongsgård, Konghelle ved Nordre älvs begyndelse nogle få kilometer vest for det nuværende Kungälv i ly af Ragnhildsholmen. Omkring denne opstod et lille bysamfund, og Konghelle bliver til Bohusläns første by. Vandspejlet i elven var dengang ca. to meter højere end i dag, hvilket betyder, at Göta älv og Nordre älv var betydelig bredere end dagens elve. Derfor finder man også de ældste spor af byen et stykke fra dagens kyst.
Området var grænseområde for vikingerigerne Danmark, Norge og Sverige. Kungahälla opstod på den norske side af grænsen og blev med sin centrale placering hurtigt en mødeplads for de nordiske konger. Byens fordelagtige beliggenhed gjorde den også til en handelsplads, der havde både politisk og økonomisk betydning, og Kungahälla blev da også hurtigt skueplads for krige. 
I 1025 angreb den svenske konge, Anund Jakob, sammen med den norske konge, Olav den Hellige, der var hans svoger, Danmarks konge, Knud den Store, med en flåde på 420 skibe, der udgik fra Konghelle. Slaget blev udkæmpet ved Helge å i Skåne, og danskerne vandt opgøret.
Tidligt i 1100-tallet anlagde den norske konge, Sigurd Jorsalafar et kastel med voldanlæg tæt ved byen. Ved samme lejlighed blev der også bygget en kirke, Kastalakirken. På daværende tid var byen efterhånden vokset til at blive en af Norges største og vigtigste byer på grund af sin beliggenhed ved indsejlingen til elven. I kirken opbevarede man et skrin med en træsplint, som Sigurd skulle have fået af korsfarerkongen Baldvin 1. af Jerusalem, da han besøgte denne under sit korstog til Jerusalem mellem 1107 og 1111. Træsplinten skulle angiveligt stamme fra Jesu kors.
Tæt ved Konghelle og kastellet ligger byen Ytterby, der også har rødder tilbage til jernalderen i form af Bohusläns største gravfelter. Den oprindelige kirke i Ytterby, St. Hallvards kirke var opkaldt efter Hallvard Vebjørnsson, der efter sin død blev helgenkåret og gjort til Oslos skytshelgen. I 1100-tallet dannes også en lille bebyggelse tæt ved Ytterby nær elvens begyndelse, hvor Kungälv ligger i dag. Et område hvor der ligesom ved Kungälven også findes mange helleristninger.
Den 10. august 1135 angreb venderne Konghella. De brændte kastellet og kirken ned, og byen blev plyndret og hærget. Blandt vendernes krigsbytte var byens helligdom, skrinet med træsplinten, som senere dukkede op i Berlin, men forsvandt igen i 1944 under 2. verdenskrig.

### Middelalderen
Navnet Kongahelle ses første gang hos en normandisk forfatter i 1135, og nogle årtier senere nævnes byen i et arabisk, geografisk værk. I 1180 blev der bygget et augustinerkloster på Klosterkullen ved Kungahälla. På Ragnhildsholmen i elven overfor Kungahälle byggede den norske konge, Håkon 4. Håkonsson i 1200-tallet borgen Ragnhildsholms slott, også kaldet Myklagård. Dette var det sydligste fæstningsanlæg i det daværende norske kongerige. Fæstningen blev senere kulisse for en del af magtkampene mellem Magnus Ladulås' tre sønner; kongen Birger og hertugerne Erik og Valdemar.
I 1308 begyndte den norske konge, Håkon 5. Magnusson at anlægge Bohus fästning på Fästingholmen. Fæstningen skulle være udgangspunktet for et opgør med Erik, der sad på Ragnhildsholmen. Ragnhildsholmen nævnes ikke efter 1310 i historien. Bohus fästning blev ombygget og forstærket mange gange, og byen Kongelf voksede frem ved dens fod. Fra Bohus fästning kunne man kontrollere grænseområdet mellem Sverige, Norge og Danmark. Bohus fästning kom under belejring af fremmede tropper 14 gange mellem 1482 og 1678, men blev aldrig indtaget.

### Området bliver svensk
Efter at svenskerne selv havde brændt Kungahälle af i 1676, for at byen ikke skulle falde i danskernes hænder, blev den efter fredsslutningen genopbygget, hvor Kungälv ligger i dag. Området, hvor det tidligere Kungahälla lå, blev udnyttet til landbrugsjord. Under sildeeventyret fra 1747 til 1808 oplever Kungälv og Ytterby en storhedstid. I 1789 er Sverige som nation dog i økonomiske vanskeligheder, og som et led i statslige besparelser nedlægges derfor Bohus fästning. Det besluttes, at borgen skal sprænges, og lokalbefolkningen kan hente sten til byggeri i ruinen. I 1838 sætter den svenske konge Karl 14. Johan dog en stopper for den fortsatte ødelæggelse af borgruinen, og senere startes et større restaureringsarbejde. I dag er fæstningen Kungälvs vartegn.
Indbyggertallet i Kungälv var længe lavt. I 1805 boede under 1000 mennesker i Kungälv, men i dag bor der ca. 16.000 i selve Kungälv og 39.000 i hele kommunen. En af Nordeuropas største marinaer ligger ved Nordre älv udløb, og havnen Björlanda Kile har plads til 2.300 fritidsbåde. Byen Björnlanda, der har rødder tilbage til den tidlige middelalder, ligger på Hisingen-siden ved elvens udløb. Byens kirke daterer sig til 1100-tallet.

## Infrastruktur
Der er flere broer i forbindelse med Nordre älv:
- Landsvägsbron er en landevejsbro, der fører fra Hisingen til Fästningsholmen. Broen, der er en klapbro med to klapper, har en frihøjde på 5,2 meter og sejlrenden under den er 24,3 meter bred.
- Motorvägsbron er en 956 meter lang vejbro ved Kungälv, der fører motorvejen E6 over elven. Broen, der er fra 1968, har en frihøjde 12,5 meter. Den åbnes kun sjældent, idet skibsfarten normalt går gennem Göta älv.
- Järnvägsbron er en fast jernbanebro ved Ytterby, som bringer Bohusbanan (jernbanen mellem Göteborg og Strömstad) over elven. Broen har en frihøjde 12,5 meter.

Der er desuden en færgeforbindelse over elven, som forbinder Brunstorpsnäs på Hisingen til Kornhall på Kungälvssiden af elven.

## Ormo skärmanläggning
Ormo skärmanläggning er et system af luger – stigbord, der regulerer vandtilførslen til Nordre älv, således at vandgennemstrømningen i Göta älv kan opretholdes. Formålet er at forhindre det salte vand fra Kattegat i at trænge op til Lärjeholm, hvor storbyen Göteborg henter sin drikkevandsforsyning. Der er to stigbord: én med en bredde på fem meter og en dybde på 1,2-1,8 meter samt en større med en bredde på 65 meter og en dybde på 4-5 meter.